# ピエール・ド・クーベルタン・メダル

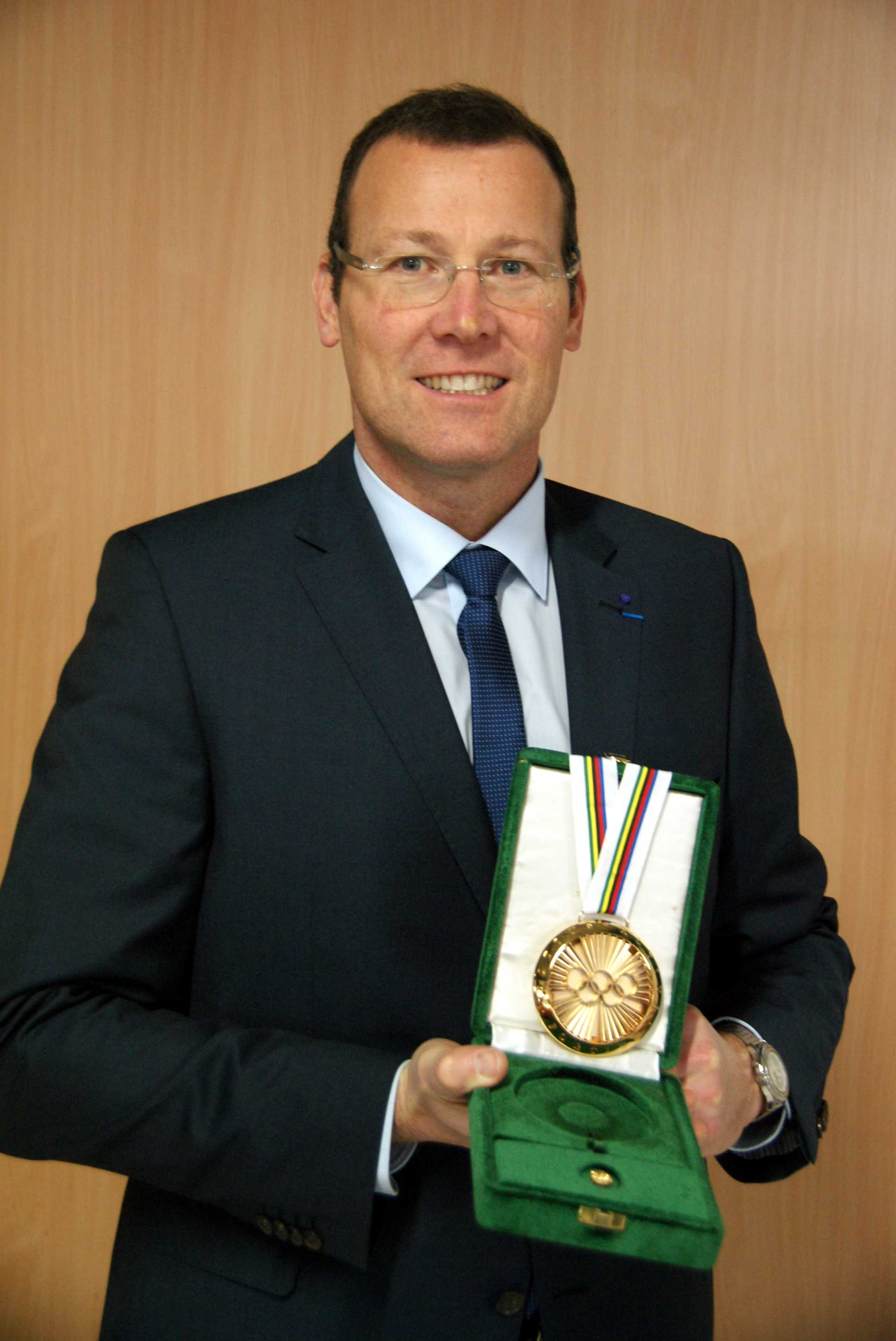
ピエール・ド・クーベルタン・メダルを手にするエリック・モナン

ピエール・ド・クーベルタン・メダル（フランス語: Médaille Pierre-de-Coubertin）は、スポーツ選手・元選手・プロモーター・役員・その他関係者のうち、オリンピックにおいてスポーツマンシップを発揮した、あるいはオリンピック運動に格別の貢献が認められた人物に対して、国際オリンピック委員会が授与する特別なメダル。
1964年に設けられ、国際オリンピック委員会創設者のピエール・ド・クーベルタンにちなんで名づけられた。オリンピック・ミュージアムによれば、「オリンピック選手に与えられる栄誉の中で最も崇高なもののひとつである」とされる。

## 受賞者
| #  | 選手                                               | 国               | 大会                                                                               | 年月日                    | 場所                               |
| -- | -------------------------------------------------- | ---------------- | ---------------------------------------------------------------------------------- | ------------------------- | ---------------------------------- |
| 1  | ルッツ・ロング                                     | ドイツ           | 1936年ベルリンオリンピック                                                         | 1964年（死後授与）        | ドイツ、ベルリン                   |
| 2  | エウジェニオ・モンティ                             | イタリア         | 1964年インスブルックオリンピック                                                   | 1964年                    | オーストリア、インスブルック       |
| 3  | フランツ・ヨナス                                   | オーストリア     | -                                                                                  | 1969年7月                 | オーストリア、ウィーン             |
| 4  | カール・ハインツ・クレー                           | オーストリア     | 1976年インスブルックオリンピック                                                   | 1977年2月                 | オーストリア、インスブルック       |
| 5  | ローレンス・レミュー                               | カナダ           | ソウルオリンピック                                                                 | 1988年9月                 | 大韓民国、ソウル特別市             |
| 6  | ジャスティン・ハーリー・マクドナルド               | オーストラリア   | リレハンメルオリンピック                                                           | 1994年                    | ノルウェー、リレハンメル           |
| 7  | レイモンド・ガフナー                               | スイス           | –                                                                                  | 1999年                    | –                                  |
| 8  | エミール・ザトペック                               | チェコスロバキア | ヘルシンキオリンピック                                                             | 2000年12月6日（死後授与） | フィンランド、ヘルシンキ           |
| 9  | スペンサー・エックルズ                             | アメリカ合衆国   | ソルトレークシティオリンピック                                                     | 2002年2月                 | アメリカ合衆国、ソルトレイクシティ |
| 10 | タナ・ウマガ                                       | ニュージーランド | ラグビーワールドカップ2003                                                         | 2003年6月                 | イギリス、カーディフ               |
| 11 | バンデルレイ・デ・リマ                             | ブラジル         | 2004年アテネオリンピック                                                           | 2004年8月29日             | ギリシア、アテネ                   |
| 12 | エレナ・ノビコバ＝エレヴァ                         | ベラルーシ       | 2007 XI International Scientific Congress                                          | 2007年5月17日             | ベラルーシ、ミンスク               |
| 13 | ショール・ラダニー                                 | イスラエル       | "unusual outstanding sports achievements during a span covering over four decades" | 2007年5月17日             | ベラルーシ、ミンスク               |
| 14 | ペタル・クパチ イヴァン・ブラジャ パヴレ・コストフ | クロアチア       | 北京オリンピック                                                                   | 2008年11月18日            | 中国、北京                         |
| 15 | ロナルド・ハーヴェイ                               | オーストラリア   | –                                                                                  | 2009年4月2日              | –                                  |
| 16 | リチャード・ガルノー                               | カナダ           | ソチオリンピック                                                                   | 2014年2月6日（死後授与）  | ロシア、ソチ                       |
| 17 | マイケル・ワン                                     | シンガポール     | "exceptional services to the Olympic movement"                                     | 2014年10月13日            | シンガポール                       |

## 受賞者らの発言
「ボルトをあげたからナッシュが勝ったのではありません。一番速く滑ったから勝ったのです。」
—エウジェニオ・モンティ（イタリア）。1964年冬季オリンピックにて、ナッシュら英国代表のボブスレーのボルトねじが折れたのに気づきボルトを与えた。このスポーツマンシップに対しピエール・ド・クーベルタン・メダルが与えられた。
「ヒトラーの目の前で私と仲良くするのは大変な勇気を要したに違いない。私の持っているメダルやカップを全部溶かしたところで、私がその時にルッツ・ロングとの間に感じた純金の友情のメッキにすらなりません。」
—ジェシー・オーエンス（アメリカ合衆国）。1936年夏季オリンピックにて、ドイツのルッツ・ロングからアドバイスを貰ったことに関して。ロングにはこのスポーツマンシップを称えてピエール・ド・クーベルタン・メダルが与えられた（死後授与）。
「エマニュエルのメダルを受け取ることはできない。自分の貰った色で満足している。銅だが、私にとっては金だ。」
—バンデルレイ・デ・リマ（ブラジル）、2004年9月1日。ビーチバレーで金メダルを獲得したエマニュエル・レゴからテレビ番組中にメダルを渡されて。バンデルレイはメダルをレゴに返した。

「相手の機材が不十分なことにより勝つことに価値はない。スポーツ選手間の協調はオリンピック精神の基本である。」
—ジャスティン・ハーレー・マクドナルド（オーストラリア）、ピエール・ド・クーベルタン・フェア・プレイ・トロフィーを1994年に受賞。